# Alergeny pokarmowe
Alergeny pokarmowe – alergeny, które dostają się do organizmu razem z pokarmem i mogą prowadzić u niektórych osób do wystąpienia objawów alergii.
W 1999 roku komisja Codex Alimentarius potwierdziła listę pokarmów najczęściej wywołujących alergie pokarmowe (tzn. „Wielka Ósemka”):
- mleko krowie
- jaja
- owoce morza
- ryby
- orzechy (laskowe, włoskie, nerkowca, brazylijskie)
- orzeszki arachidowe
- soja
- pszenica

## Alergeny roślinne[1]
Najważniejsze alergeny roślinne:
- prolaminy – duża grupa białek (ok. 3 tysiące), wiele z nich jest ważnymi alergenami nasion i ziarna wielu roślin
- kupiny
- profilina w pyłku i ziarnie pszenicy (Tri a 12), wykazuje homologię do wielu innych białek, zawartych w owocach, warzywach, pyłkach roślin[2]
- nadrodzina białek PR (pathogenesis related) – grupa termolabilnych białek układu odpornościowego roślin wytwarzanych pod wpływem różnorodnych czynników uszkadzających.
  - β-1,3-glukanaza (Mus e 5) w bananach
  - taumatyny – białka obecne w wiśni, jabłku i kiwi (Act c 2)
  - białka PR-10
- białka przenoszące lipidy (LTP, od ang. Lipid Transfer Proteins)[3]

### Owoce i warzywa
Alergeny owoców i warzyw nie mają tak skomplikowanej budowy jak inne alergeny pokarmowe i wiele z nich ma budowę zbliżoną do alergenów pyłków. U czterech na dziesięć osób, u których występuje alergia na owoce, występuje również uczulenie na pyłki. Pacjenci uczuleni na przykład na pyłek ambrozji mają objawy uczuleniowe po spożyciu świeżych melonów i bananów. Osoby z alergią na pyłki traw wykazują symptomy reakcji krzyżowej po zjedzeniu świeżych pomidorów. Z kolei uczulenie na pyłki brzozy daje krzyżową odpowiedź na nie poddane obróbce termicznej ziemniaki, marchew, seler, jabłko, brzoskwinie, kiwi (a także na orzechy laskowe). Ponadto osoby uczulone na owoce tropikalne (np. banany) bywają uczulone na lateks.
Na ogół reakcje alergiczne na owoce i warzywa są łagodne, a ich objawy ograniczają się do okolic ust, przez co nazywane są „zespołem alergii ustnej” (ang. oral allergy syndrome). Wiąże się to z tym, że alergeny owoców i warzyw ulegają zniszczeniu pod wpływem enzymów trawiennych żołądka. Surowy seler jest jednym z silniejszych alergenów mogących wywołać nawet wstrząs anafilaktyczny.
Alergeny owoców i warzyw mogą być zniszczone przez gotowanie. Spożywane owoce i warzywa poddane obróbce termicznej nie wywołują lub wywołują łagodniejsze objawy uczulenia.

### Rośliny strączkowe
Najczęściej uczula soja i orzeszki ziemne. Alergeny są obecne w żywności zarówno w surowej, jak i żywności ugotowanej. Alergia na orzeszki ziemne wykryta w dzieciństwie utrzymuje się do końca życia. Dwa najważniejsze białka stanowiące główne alergeny orzeszków ziemnych (arachidowych) oznacza się jako Ara h 1 i Ara h 2. Uczulenie na orzeszki może być bardzo silne i może uwidocznić się nawet po spożyciu ich niewielkiej ilości. Do wywołania reakcji mogę wystarczyć ślady orzeszków zawarte w przetworzonym oleju lub przenoszone przez naczynia. U osób bardzo wrażliwych może nastąpić zagrażający życiu wstrząs anafilaktyczny. Głównymi alergenami soi są białka zapasowe występujące w nasionach.

### Orzechy
Grupa ta obejmuje: orzechy brazylijskie, laskowe, włoskie, orzeszki piniowe. Dzieci uczulone na orzechy pozostają nadwrażliwe na nie do końca życia. Alergie na orzechy laskowe i migdały często występują u ludzi uczulonych na pyłki i owoce. Niektóre alergeny orzechów mogą ulec dezaktywacji po ugotowaniu, natomiast prażenie może powodować powstawanie nowych alergenów.

### Zboża
Większość zbóż może uczulać. Najczęstszym alergenem jest białko zapasowe nasion (np. gluten w pszenicy) lub inne białka chroniące roślinę przed atakiem pleśni i bakterii.

## Alergeny pochodzenia zwierzęcego

### Alergeny mleka
W badaniach epidemiologicznych oceniających częstość występowania alergii na białka mleka krowiego stwierdzono duże różnice
1,8-7,5%.
Alergeny mleka (krowiego) to ok. 20 białek, najważniejsze z nich to:
- α-laktoalbumina (ALA, Bos d 4)
- β-laktoglobulina (BLG, Bos d 5)
- albumina surowicy bydlęcej (BSA, Bos d 6)
- immunoglobuliny bydlęce (Bos d 7)
- alergeny kazeiny (Bos d 8)
- laktoferyna bydlęca (LF)

Skład mleka większości ssaków, w tym także człowieka, ma skład i właściwości wykazujące znaczne
podobieństwa z mlekiem krowim. Różnice między mlekiem krowim a ludzkim polegają na: braku w mleku ludzkim β-laktoglobuliny i
większy stosunek białek serwatki do kazeiny (20:80 vs 60:40).
Mleko kozie lub owcze nie może być wykorzystywane jako produkt zastępczy dla mleka krowiego u osób, które są uczulone na mleko krowie, ponieważ może wywołać taki sam rodzaj reakcji alergicznej.
Trzeba pamiętać, że białko mleka – kazeina jest stosowana w  produkcji takich produktów spożywczych jak: parówki, chleb, zupy, płatki śniadaniowe i słodycze (np. batonikach). A więc teoretycznie bezmleczne produkty mogą i tak wywoływać reakcje alergiczne.

### Jaja
Alergia na jaja kurze jest częściej obserwowana u dzieci niż u osób dorosłych, ponieważ jest to drugi po mleku krowim obcogatunkowy produkt spożywczy wprowadzany w żywieniu dziecka.
Więcej alergenów znajduje się w białku niż żółtku.
Jest ponad 20 białkowych alergenów w jajku.
W klasyfikacji alergenów jaja kurzego używa się skrótu Gal d od łacińskiej nazwy kury domowej Gallus domesticus.
Najważniejsze z nich to:
- owomukoid (Gal d 1)
- owoalbumina (Gal d 2)
- owotransferyna (Gal d 3)
- lizozym (Gal d 4)
- α-liwetyna (Gal d 5) – w żółtku
- Gal d 6 – w żółtku
- Gal d Apo I – w żółtku
- Gal d IgY – w żółtku

### Owoce morza i ryby
Alergie na skorupiaki nie są powszechne wśród dzieci – cierpią na nie głównie dorośli. Natomiast rekcje alergiczne na ryby są powszechne zarówno u dzieci, jak i u dorosłych, a to pożywienie jest źródłem silnych alergenów.
Z mięsa dorsza wyizolowano główny alergen rybi i zidentyfikowano go jako białko parwalbuminę (białko M, Gad c 1).
Alergenami owoców morza są białka układu mięśniowego (główny alergen to tropomiozyna, Pan s 1 lub Hom a 1). Ponadto w produktach takich jak krewetki, alergeny mogą występować także w skorupie.